# بوریانا استویانووا
بوریانا استویانووا (به انگلیسی: Boriana Stoyanova) ژیمناست زادهٔ ۳ نوامبر ۱۹۶۹ میلادی اهل کشور بلغارستان است.